# Овсяниковка
Овсянико́вка (укр. Овсяниківка) — село в Катериновской сельской общине Кропивницкого района Кировоградской области Украины.
Население по переписи 2001 года составляло 480 человек. Почтовый индекс — 27633. Телефонный код — 522. Код КОАТУУ — 3522586201.
День села — 24 августа. С 2011 года в день села в Овсяниковке проводится этнофолкфестиваль «Дикая груша».